# Дворец Карлсруэ
Дворец Карлсруэ (нем. Karlsruher Schloss) — бывшая резиденция маркграфов и великих герцогов Бадена, построенная в 1715 году маркграфом Карлом III Вильгельмом и прослужившая в этом качестве до 1918 года. В настоящее время во дворце находится Музей земли Баден и часть Конституционного суда Германии, основное здание которого расположено в непосредственной близости от дворца. В планировке города дворец служит центральной точкой, от которой лучеобразно во все стороны проложены улицы. Эту городскую планировку называют «веером».

## История
Архитектором первоначального сооружения являлся Якоб Фридрих фон Батцендорф. Первый дворец был построен частично из дерева и уже к 1746 году нуждался в капитальном ремонте, при котором все конструкции из дерева были заменены на каменные. Дворец состоял из двух этажей и мансард. К центральному корпусу по обе стороны прилегали два длинных боковых крыла. Семиэтажная башня высотой 51 м стояла изначально отдельно и была соединена с дворцом лишь открытой деревянной галереей. Во время правления Карла Фридриха Баденского дворец до 1770 года был перестроен по планам Иоганна Бальтазара Неймана. Их осуществлением руководил бывший гоф-юнкер Фридрих фон Кесслау. Наиболее заметным изменением стали крупные окна и двери, а также павильоны между центральным корпусом и крыльями дворца. В 1785 году башня дворца была несколько укорочена и увенчана куполом.
В ходе Революции 1848—1849 годов великий герцог Леопольд был временно изгнан из дворца. Окончательный конец использования дворца в качестве родовой резиденции пришёлся на 1918 год, когда отречение от престола подписал Фридрих II. В качестве музея дворец используется с 1919 года.
Во время Второй мировой войны дворец Карлсруэ в результате бомбардировок союзников в сентябре 1944 года полностью выгорел. Восстановлен в 1955—1966 годах. В прежнем виде был восстановлен только внешний фасад, внутри были созданы современные выставочные помещения .

## Музей
В музее, находящемся во дворце (Badisches Landesmuseum), собрана коллекция, охватывающая пять тысяч лет истории. Она включает доисторические артефакты, римские залы, экспозиции, посвященные Средневековью, и Средиземноморский зал с византийскими, этрусскими, греческими и раннехристианскими экспонатами. Также в музее представлены несколько значимых экспонатов, в том числе бывшая маркграфская «комната диковинок», в которой собраны разнообразные предметы со всего мира. Эта коллекция объединена с графской оружейной, также представляющей большой интерес. 
Особого внимания заслуживает раздел музея под названием Turkenbeute, или «Турецкая добыча», где выставлены трофеи одного из маркграфов, участвовавшего в Османской войне, включающие преимущественно оружие и конскую упряжь.

## Дворцовый парк
На северной стороне дворца в 1731—1746 годах был разбит парк во французском барочном стиле. Во второй половине XVIII века великий герцог Карл Фридрих перестроил его в пейзажный парк в английском стиле. К парку примыкают оранжерея, охотничьи и декоративные сооружения. В 1967 году в парке прошла всегерманская садоводческая выставка, перед которой он был обновлён и расширен. Кроме редких пород деревьев в парке есть многочисленные инсталляции, памятники и фонтаны различных эпох. В том же году была открыта паровозная железная дорога Schlossgartenbahn Karlsruhe. Также в парке располагаются: памятник Карлу Фридриху Баденскому, ботанический сад (нем.), здания Технологического института Карлсруэ и Конституционного суда Германии. Парк используется жителями города для летнего отдыха.